# Perruche cornue
Eunymphicus cornutus
Espèce
Statut de conservation UICN

 VU C2a(ii) : Vulnérable
Statut CITES
La Perruche cornue (Eunymphicus cornutus) est une espèce d'oiseaux de la famille des Psittaculidae.

## Description
Elle se caractérise par une huppe formée de deux longues plumes noires à extrémité rouge portées en arrière. Cet oiseau mesure 32 à 36 cm pour une masse d'environ 200 g. Son plumage est essentiellement vert (un peu plus jaunâtre au niveau du croupion et des parties inférieures) avec un masque noir et le front rouge. Les rémiges et les rectrices sont bleu-noir. Les yeux sont orange. Elle est bruyante

## Comportement
Elle vit en couple ou en petit groupe cherchant sa nourriture faite de graines et de fruits dans la canopée.

## Répartition
Elle est endémique en Nouvelle-Calédonie.

## Habitat
Elle habite les forêts humides de pins néocalédoniens surtout des genres Agathis et Araucaria.

## Nidification
Elle atteint son apogée en novembre et décembre. La femelle pond 2 à 4 œufs dans le creux d'un arbre mais généralement 2 jeunes seulement parviennent à l'envol.

## Taxonomie
L'espèce Eunymphicus cornutus actuelle résulte de l'éclatement de l'ancienne espèce, qui comptait deux sous-espèces, en deux espèces différentes, la deuxième étant Eunymphicus uvaeensis.

### Référence
Mario (D.) & Conzo (G.), Le grand livre des Perroquets, Editions de Vecchi, Paris, 2004.